# Terence Henricks
Terence Thomas Henricks (ur. 5 lipca 1952 w Bryan w Ohio) – amerykański astronauta i pilot.

## Życiorys
W 1974 ukończył studia inżynieryjne na United States Air Force Academy, a w 1982 administrację publiczną na Golden Gate University. Szkolił się na pilota w Craig Air Force Base w Selmie i w Miami, a w 1983 uczył się w szkole pilotów doświadczalnych. Ma wylatane ponad 6000 godzin na 30 różnych typach samolotów, wykonał też 749 skoków na spadochronie. Dosłużył się stopnia pułkownika. 4 czerwca 1985 został wybrany przez NASA kandydatem na astronautę, zakwalifikował się jako astronauta w lipcu 1986, przechodził szkolenie na pilota statku kosmicznego w Centrum Lotów Kosmicznych imienia Lyndona B. Johnsona i Centrum Kosmicznym im. Johna F. Kennedy’ego. Od 24 listopada do 1 grudnia 1991 był pilotem misji STS-44 trwającej 6 dni, 22 godziny i 50 minut. Od 26 kwietnia do 6 maja 1993 jako pilot uczestniczył w misji STS-55 trwającej 9 dni, 23 godziny i 40 minut. Od 13 do 22 lipca 1995 był dowódcą misji STS-70 trwającej 8 dni, 22 godziny i 20 minut. Od 20 czerwca do 7 lipca 1996 dowodził misją STS-78.
Łącznie spędził w kosmosie 42 dni, 18 godzin i 37 minut. Opuścił NASA 31 października 1997.